# Société des moulins de Bazacle

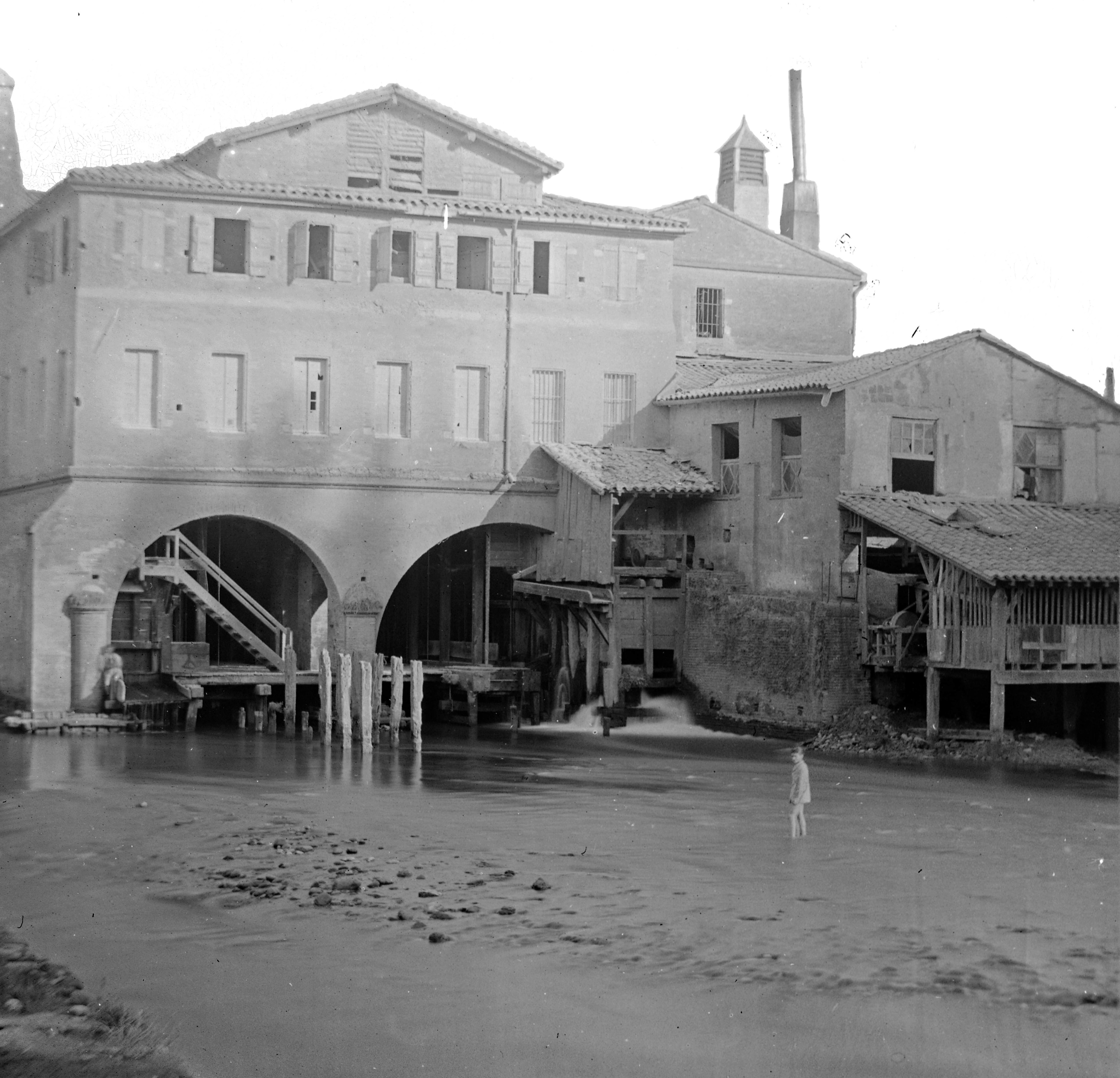
Moulins du Bazacle. Eugène Trutat, Muséum de Toulouse.

La Société des Moulins du Bazacle (ou Les moulins de Bazacle) a été fondée à Toulouse au XIIe siècle par des citoyens de la ville, sept siècles avant la révolution industrielle, pour partager l'exploitation d'une série de moulins installés sur le site du Bazacle. Les moulins servent à transformer les blés récoltés dans la plaine toulousaine en farine.
Il s'agit de la première société de type société anonyme ou société par actions.

## Histoire

### Les origines
Les premiers moulins du Bazacle, qui captent l'immense réserve de force motrice de la Garonne, sont dressés le long du fleuve vers 1070. Au XIe siècle, on en compte déjà une soixantaine. On parle alors de moulins à nef, construits sur des bateaux ou de simples pontons flottants, remplacés en 1190 par des moulins terriens. Ces « géants » de bois feront la richesse et la fierté de Toulouse. « Au XVIIIe siècle, les moulins du Bazacle constituaient un exemple de modernité technique célèbre dans toute l'Europe et figuraient dans l'Encyclopédie de Diderot et d'Alembert », racontent Corinne Clément et Sonia Ruiz, dans « Toulouse secret et insolite ».
Les moulins de Bazacle ont été reconnus par les capitouls de Toulouse dès 1152. Un acte écrit concédé en 1177 par le propriétaire des lieux, le prieuré de la Daurade, signale l'exploitation de ces moulins près de Toulouse, qui est alors une ville de 50 000 habitants et la capitale d'une région céréalière. Posés sur des « chaussées » en pieux de bois, reposant sur des bancs de marne dure traversant obliquement le cours du fleuve, une soixantaine de hauts moulins en chêne et en fer qui fournissaient de l'énergie aux meuniers locaux sont répartis entre trois gués sur la Garonne : la Daurade, le Château Narbonnais et le Bazacle. Larges de près d'un demi-kilomètre et très peu profondes, ces « chaussées », permettaient d'ancrer plus facilement les moulins sur plusieurs gros pieux renforcés, afin de mieux profiter de l'énergie hydraulique procurée par un « saut » de la Garonne sur une hauteur de 4 mètres. Le principal d'entre eux, le barrage du Bazacle, mentionné dès 1177, était long de 400 mètres. Il était constitué de troncs de chênes enfoncés dans le fond du fleuve. En 1183, peu avant la croisade des Albigeois, le comte de Toulouse autorise officiellement l’édification de cette chaussée reliant les deux rives du fleuve large d’une centaine de mètres. Les premiers moulins flottants sont construits à proximité afin de mieux exploiter le courant. Et pour emmener les eaux du fleuve dans le sillage des moulins, des industriels de l’époque dressent des digues qui nécessitent des travaux d'entretiens réguliers, car les crûes du fleuve génèrent une forte humidité et des accidents. Leur construction et les réparations nécessitant de l’argent ; leurs propriétaires sont alors contraints de s’unir.

### Le conflit avec les moulins de la Daurade
En aval des Moulins de la Daurade, ceux du Bazacle peuvent considérablement les gêner par la hauteur de leur chaussée. Après avoir tenté sans succès, entre 1278 et 1329, d'élever la leur au détriment des Moulins du Château, les pariers de la Daurade vont vouloir se prémunir contre les entreprises de ceux du Bazacle. En 1316, ils obtiennent un arbitrage qui fixe la hauteur maximum de la chaussée du Bazacle.
Après la grande crue de 1346 qui a détruit les Moulins du Château et sans doute endommagé ceux de la Daurade, les pariers du Bazacle profitent de dégâts causés sur leur chaussée par Charles le Mauvais, pour obtenir du Parlement de Paris l'autorisation de la refaire en 1356 ... bien plus haut qu'auparavant. Plainte immédiate des pariers de la Daurade dont les moulins ne peuvent plus fonctionner. Ils gagnent leur procès en 1358 mais ne peuvent faire exécuter la sentence à cause d'un appel qui traine jusqu'en 1366, lorsque le Parlement de Paris ordonne enfin que les pariers du Bazacle abaissent leur chaussée et payent 1000 livres tournois à ceux de la Daurade. La somme est payée en 1367 mais les moulins de la Daurade sont ruinés depuis des années. La chaussée, elle, ne bougera pas... Les derniers pariers de la Daurade tenteront encore de forcer ceux du Bazacle à se conformer aux décisions de justice en 1380, en s'alliant aux pariers du Château, mécontents de la nouvelle chaussée bâtie au Bazacle après la crue de 1377-78. Ils obtiennent une nouvelle condamnation du Bazacle qui n'est pas plus exécutée que la précédente à cause d'appels qui trainent en longueur et épuisent les plaignants. Lâchés par les pariers du Château, les pariers de la Daurade obtiennent en 1384 l'autorisation de se désister, ce qu'ils font les uns après les autres jusqu'à extinction de la plainte en 1408.

## Fonctionnement
Pour réunir les capitaux nécessaires à la construction de ces barrages, les meuniers constituèrent une société à laquelle ils confièrent leurs économies, en contrepartie de quoi ils reçurent des papiers notariés attestant de leur placement. Ces papiers notariés étaient dénommés uchaux. Anonymes comme les actions des sociétés anonymes actuelles, ils pouvaient passer de main en main de sorte que très vite, la propriété des trois sociétés exploitant les barrages échappa aux meuniers pour passer à la bourgeoisie toulousaine, avide de bons placements.
La société était composée de 96 uchaux, que les propriétaires ont le droit de revendre sans contrôle des autres associés, ni droit de préemption. Ces uchaux s'échangeaient à un prix qui variait suivant la conjoncture économique, le bon ou mauvais fonctionnement des moulins. À partir de 1372, la Société des moulins de Bazacle possédait directement les moulins et non plus seulement les chaussées les reliant. Elle ne sert plus seulement à partager équitablement les travaux d'entretiens de la chaussée mais aussi à répartir les bénéfices de l'exploitation des moulins. Chaque propriétaire de parts, ou actions appelées « uchaux », touche un seizième sur chaque sac de blé déposé par les paysans, venus moudre le blé.
Les moulins connaissent une prospérité sans égal et leurs propriétaires, ces « messieurs du Bazacle », font fortune. On parle pour la première fois d’entreprises capitalistiques, car leurs propriétaires, les « pariers », perçoivent leurs revenus en fonction de leurs parts. L'ancien moulin devient, au Moyen Âge, la première société par action connue. Cette situation de monopole dure jusqu’au XIXe siècle. À la veille de la Révolution, la commune de Toulouse autorise l’installation de neuf amidonniers - d’où le nom donné au quartier -, cinq tanneries et deux moulins à papier…
« Au XVIIIe siècle, les moulins du Bazacle constituaient un exemple de modernité technique célèbre dans toute l'Europe et figuraient dans l'Encyclopédie de Diderot et d'Alembert ».
Le dividende, payé en nature, équivaut à 120 000 livres par an dès 1771. Il n'est payé en numéraire qu'à partir de 1840, avec l'apparition de la Société civile anonyme du moulin du Bazacle.

## Évolution moderne
En 1840, apparaît la Société civile anonyme du moulin du Bazacle. Celle-ci s'efface en 1886 devant une des premières usines hydroélectriques de France et prend le nom de Société toulousaine d'électricité.
En 1876, La société des moulins du Bazacle émet pour la première fois des actions nouvelles au nombre de 135, avec les mêmes droits que les anciennes. En 1887, le site et les équipements du Bazacle sont loués à « La Société Toulousaine d’électricité (STE) ». La force motrice des moulins est distribuée à plusieurs usines installées le long du Canalet, à l'aide d'un réseau souterrain. La première fabrique à utiliser cette énergie est la manufacture de coton Boyer-Fonfrède, fondée par un entrepreneur bordelais en 1790. Une autre fabrique célèbre est celle des faux et limes Garrigou, en activité jusqu'en 1865. À cette époque, l'activité des 500 ouvriers de l’usine est intense. On peut entendre « le bruit des marteaux qui pendant toute l'année, de jour comme de nuit, résonne dans les quartiers du Bazacle, de Saint-Cyprien et au-delà dans toute la ville », écrit Jean Cantelaube. 
En 1888, La Société toulousaine d’électricité transforme le moulin du Bazacle en usine hydroélectrique. La Société toulousaine d’électricité absorbera la Société civile anonyme du moulin du Bazacle. Cette fusion fut effective en 1910. La nouvelle entité s’appela La Société Toulousaine d’électricité du Bazacle (STE). Celle-ci passa sous le contrôle du groupe Reille, via son adossement à la Société Pyrénéenne d’énergie électrique.
L’entreprise est finalement nationalisée en 1946. L'installation appartient à EDF et fonctionne toujours.
Au XXe siècle, les usines situées le long des berges ferment les unes après les autres. La Manufacture des tabacs, dont la production dépassait 2 300 tonnes par an dans les années 1950, aura été l’usine la plus importante du secteur. En 1910, elle employait près de 2 000 ouvriers, essentiellement des femmes. Les derniers cigarillos Ninas sont produits en 1979 et la fermeture définitive de la manufacture est annoncée en 1987. Sa disparition marque la fin de l'exploitation industrielle de la Garonne à Toulouse.

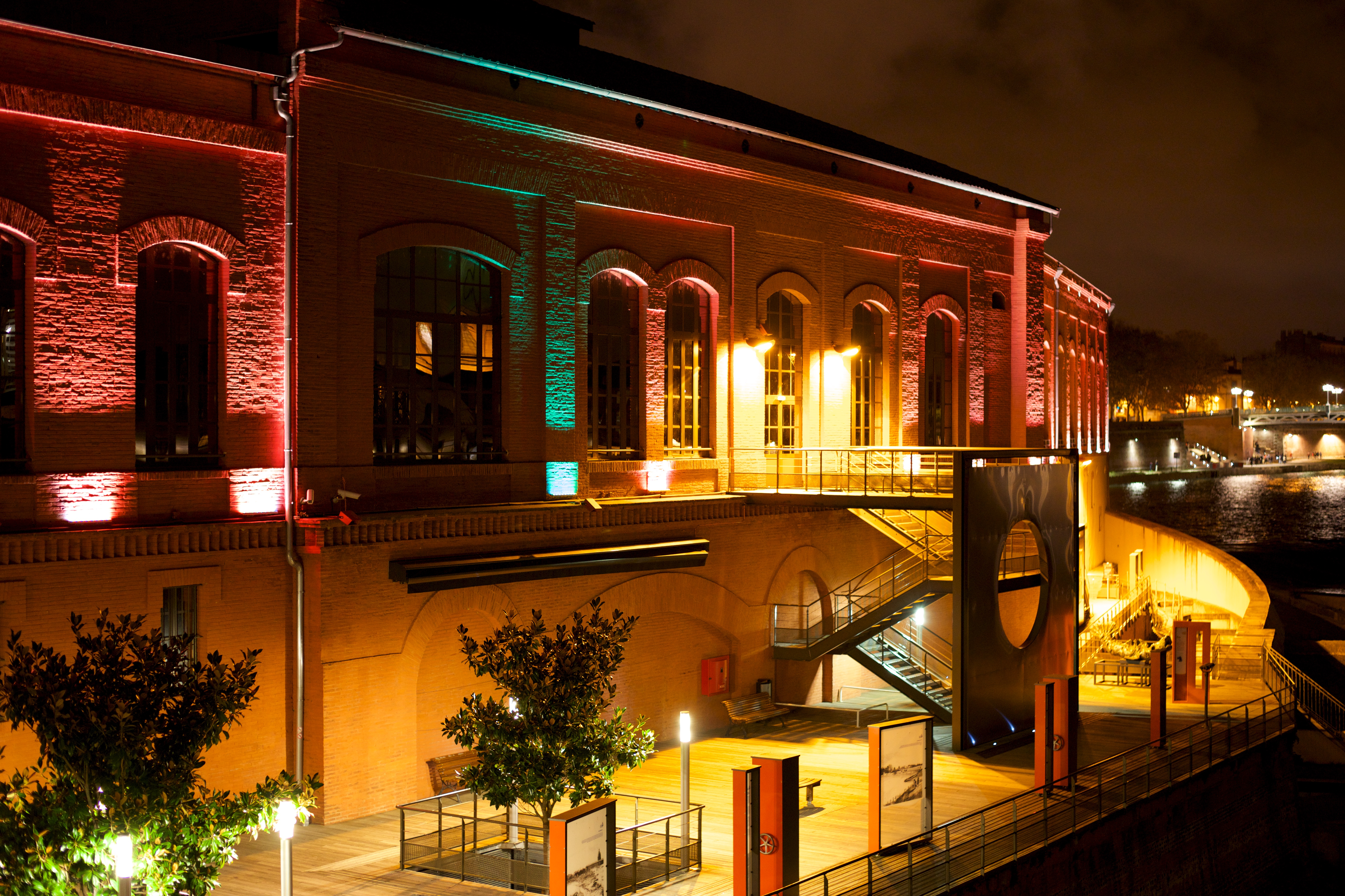
Façade de l'usine électrique EDF du Bazacle, mise en lumière de nuit

Dans la mémoire des Toulousains, le Bazacle est le symbole du miracle économique dont bénéficia la ville jusqu’à la fin du XIXe siècle. Lieu de labeur et de production de richesses pendant près de dix siècles, le monument renaît depuis quelques années des cendres de son glorieux passé industriel, transformé en espace consacré à la découverte et à la culture.
Les caractéristiques et la puissance de l'usine hydroélectrique actuelle, qui reflètent la puissance exploitable du site, sont un débit d'équipement de 90 m3/s, une hauteur de chute de 4,5 m et une puissance installée de 3 000 kW.